# Posse
Posse là một đô thị thuộc bang Goiás, Brasil. Đô thị này có diện tích 1949 km², dân số năm 2007 là 27932 người, mật độ 14,3 người/km².